# Есипенко, Марина Николаевна
Мари́на Никола́евна Есипе́нко (род. 30 июля 1965 года, Омск) — советская и российская актриса театра и кино, певица, телеведущая. С 1987 года в труппе Государственного академического театра имени Евгения Вахтангова. Народная артистка Российской Федерации (2016).

## Биография
Родилась 30 июля 1965 года в Омске. В 1987 году окончила ВТУ им. Щукина. После окончания института принята в труппу Государственного академического театра им. Вахтангова.
С 2004 года ведёт совместно с Олегом Митяевым ежегодную церемонию награждения в области культуры «Светлое прошлое», который проходит в Челябинской области.

### Личная жизнь
- Незарегистрированный брак – Никита Джигурда, бард, актёр театра и кино.
- Муж — Олег Митяев, бард, музыкант, актёр;
  - дочь — Дарья Есипенко (род. 2000).

## Творчество

### Театр
Спектакли:
- Оля, Кабанчик
- Стакан воды
- Принцесса Турандот
- Государь, ты наш, батюшка
- Мартовские иды, Клеопатра
- Фиа, Дама без камелий
- Без вины виноватые
- Лиза, Пиковая дама
- Лев зимой
- Ночь игуаны
- Король-олень
- Отелло
- Регана, Король Лир
- Голова дракона, Дракон
- Just a Gigolo, Берег женщин (2006)
- Баронесса Штраль, Маскарад
- Принцесса Ивонна
- Троил и Крессида
- Зойкина квартира
- Дядюшкин сон
- Дама без камелий
- Три возраста Казановы
- Мадемуазель Нитуш
- Безумный день, или женитьба Фигаро
- Девичник над вечным покоем
- Творческий вечер «В Александровском саду…»

### Фильмография
| Год  |   | Название                     | Роль                                    |
| ---- | - | ---------------------------- | --------------------------------------- |
| 1993 | ф | Умирает душа                 | Любовь Коломийцева                      |
| 1994 | ф | Без вины виноватые           | Таиса Ильинишна Шелавина (в прологе)    |
| 1994 | ф | Курский фанк                 | Девушка                                 |
| 1994 | ф | Мартовские иды               | Клеопатра                               |
| 1995 | ф | Последняя любовь Маяковского | Валерия Полонская                       |
| 1996 | ф | Волшебное кресло             | Она                                     |
| 1998 | ф | Ручьи, где плещется форель   | Мария                                   |
| 2000 | ф | Дядюшкин сон                 | Анна Николаевна Антипова                |
| 2004 | ф | Дзисай                       | Клара                                   |
| 2004 | с | Усадьба                      | Паулина Алафердова                      |
| 2005 | с | Александровский сад          | Анна                                    |
| 2005 | ф | Моя прекрасная няня          | Амалия                                  |
| 2006 | ф | Большие девочки              | Вера                                    |
| 2006 | ф | Петя Великолепный            | Надежда Лифанова                        |
| 2006 | ф | Братья по-разному            | Тамара                                  |
| 2007 | ф | Три дня в Одессе             | Анна                                    |
| 2007 | ф | Охота на Берию               | Анна                                    |
| 2008 | ф | Моя любимая ведьма           | Маргарита, мама Нади                    |
| 2009 | ф | Висяки 2                     | Татьяна                                 |
| 2009 | ф | Такова жизнь                 | Галина                                  |
| 2014 | с | Деревенщина                  | Эмма Васильевна, жена Викентия          |
| 2015 | с | Всё только начинается        | Тамара Вениаминовна Попова              |
| 2016 | ф | Жемчужная свадьба            | Татьяна Сергеевна Анастасова            |
| 2017 | ф | Жена полицейского            | Наталья Николаевна Савина, авдокат      |
| 2017 | ф | Жених для дурочки            | Кэт                                     |
| 2017 | ф | Искупление                   | Лариса Николаевна Чулко, директор школы |
| 2021 | ф | Сваты 7                      | Кейт, мать Джека                        |

## Награды
- 2001 — Заслуженная артистка России
- 2004 — премия «Золотая лира», общественная награда за заслуги в развитии культуры и искусства.
- 2004 — премия Гвоздь сезона, ежегодная театральная премия Союза театральных деятелей России.
- 2009 — Царскосельская художественная премия
- 2011 — театральная премия «Хрустальная Турандот».
- 2016 — Народная артистка России
- 2018 — Художественная премия Петрополь.

## Публикации
- Каминская Н. Марина Есипенко // Театр имени Евг. Вахтангова / Ред.-составитель Б. М. Поюровский. М.: Центрполиграф, 2001. С.89—95, фото. («Звёзды московской сцены») — ISBN 5-227-01251-2